# Эспинас (Канталь)
Эспина́с (фр. и окс. Espinasse) — коммуна во Франции, находится в регионе Овернь. Департамент — Канталь. Входит в состав кантона Шод-Эг. Округ коммуны — Сен-Флур.
Код INSEE коммуны — 15065.
Коммуна расположена приблизительно в 450 км к югу от Парижа, в 105 км южнее Клермон-Феррана, в 40 км к востоку от Орийака.

## Население
Население коммуны на 2008 год составляло 74 человека.
| 1962 | 1968 | 1975 | 1982 | 1990 | 1999 | 2008 |
| ---- | ---- | ---- | ---- | ---- | ---- | ---- |
| 159  | 148  | 149  | 123  | 92   | 80   | 74   |

## Администрация
| Период | Период | Фамилия    | Партия | Примечания |
| ------ | ------ | ---------- | ------ | ---------- |
| 2001   | 2008   | Ги Жендр   |        |            |
| 2008   |        | Жан Венсан |        |            |

## Экономика
В 2007 году среди 47 человек в трудоспособном возрасте (15—64 лет) 35 были экономически активными, 12 — неактивными (показатель активности — 74,5 %, в 1999 году было 76,6 %). Из 35 активных работали 33 человека (20 мужчин и 13 женщин), безработными были 2 женщины. Среди 12 неактивных 1 человек был учеником или студентом, 5 — пенсионерами, 6 были неактивными по другим причинам.